# Exostema elegans
Exostema elegans là một loài thực vật có hoa trong họ Thiến thảo. Loài này được Krug & Urb. mô tả khoa học đầu tiên năm 1899.